# 17065 Shrilashah
A 17065 Shrilashah (ideiglenes jelöléssel (17065) 1999 GK17) a Naprendszer kisbolygóövében található aszteroida. A LINEAR projekt keretében fedezték fel 1999. április 15-én.